# Zone de conservation du biotope de Strømsundholmen
La Zone de conservation du biotope de Strømsundholmen  est une aire protégée norvégienne qui est située dans le municipalité de Larvik, dans le comté de Vestfold.

## Description
La zone de protection du biotope de 0,054 km2 a été créée en 2009. C'est un îlot escarpé de l'archipel de Svenner, du côté nord du phare de Svenner, qui est un lieu de nidification important pour les espèces de Larinae (mouettes et goélands).

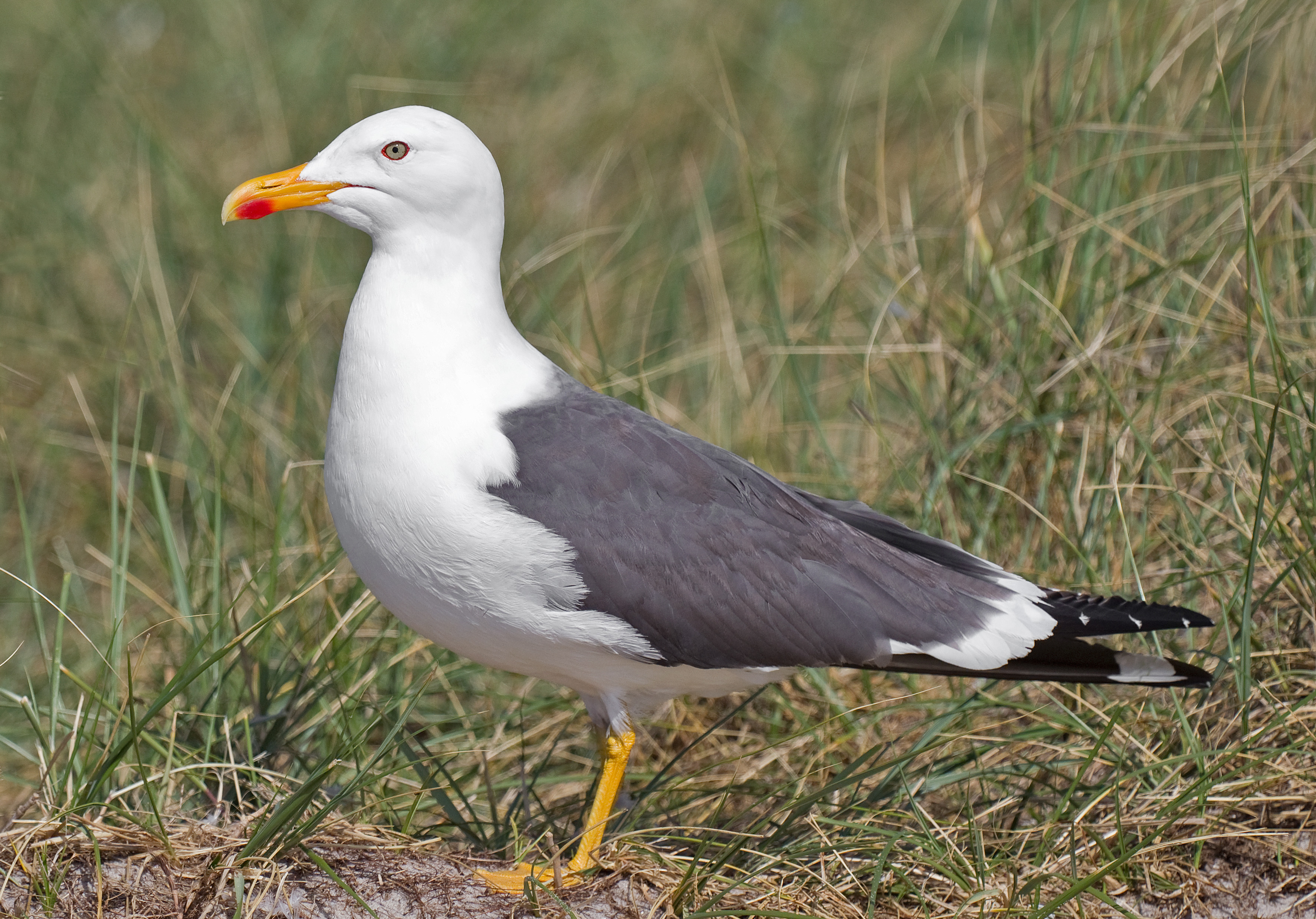
Goéland brun

Strømsundholmen est caractérisé par des buttes et des falaises rocheuses. Le point culminant est à 19 mètres au-dessus du niveau de la mer. Les oiseaux de mer sont une caractéristique importante de la nature de l'archipel de Svenner, et la création de zones protégées est une mesure visant à préserver l'avifaune dans l'archipel.
Objectif de conservation : Protéger les oiseaux marins pendant la saison de reproduction, comme le goéland brun.